# جسر إيرغاندي
جسر إيرغاندي (بالتركية: Irgandı Köprüsü)‏ هو جسر تاريخي في مدينة بورصة، بتركيا. الجسر مبني فوق نهر «غوك ديره» (بالتركية: Gökdere)‏، أحد روافد نهر نيلوفر (بالتركية: Nilüfer)‏ وموقعه في 40°10′56″N 29°04′19″E / 40.18222°N 29.07194°E.
يقع الجسر بين حي «عثمان غازي» (بالتركية: Osmangazi)‏ في مدينة بورصة (شمال غرب) وحي «يلدرم» (بالتركية: Yıldırım)‏ (جنوب شرق)، وهما من بلديات المستوى الثاني في بورصة الكبرى.

## تاريخ الجسر
تم بناء الجسر من قبل تاجر ثري يدعى الحاج «مصلح الدين ابن علي» (بالتركية:  Ali’nin oğlu Hacı Muslihiddin)‏ في عام 1442م في عهد السلطان مراد الثاني للدولة العثمانية.
يُعتقد أن المهندس المعماري قد يكون «تيمورتاش» (بالتركية: Timurtaş)‏. 
خلال زلزال بورصة عام 1855م، تعرض الجسر لأضرار جزئية.
خلال حرب الاستقلال التركية، احتلت اليونان مدينة بورصة، وفي عام 1922م، قصف اليونانيون جسر إيرغاندي أثناء انسحاب الجيش اليوناني المتراجع، وظل بعدها مغلقا أمام حركة المرور.
في عام 1949م أُعادت بلدية بورصة بناء الجسر مع تعديلات طفيفة.
بعد عام 2004م، وبعد ترميم آخر، فُتح الجسر أمام حركة المرور.

## تفاصيل الجسر
الجسر هو جسر من قوس واحد، طول القوس 16 متر (52 قدم) والعرض 11 متر (36 قدم)،  وهو مثال على نوع نادر من «الجسور المغطاة» التي تضم سوقًا. يُقال أنه لا يوجد سوى ثلاثة جسور أخرى في العالم بها متاجر عليها هي بونتي فيشيو وبونتي ريالتو في إيطاليا وجسر أوسام في بلغاريا.
كان هناك ثلاثون متجرا على الجسر في التصميم الأصلي.
بحسب أستاذ مساعد «أونجي» (بالتركية: Önge)‏، فإن الجسر كان يُستخدم أيضًا خلال العصر العثماني للمرور بين حيين في بورصة وبتم إغلاقه ليلا.